# National Semiconductor
National Semiconductor byl významný americký výrobce polovodičů se sídlem v kalifornské Santa Claře, který se specializoval na analogová zařízení a subsystémy. Společnost vyráběla integrované obvody pro správu napájení, ovladače displejů, zvukové a operační zesilovače, obvody a zařízení pro komunikační rozhraní a řešení pro převody dat. Ke stěžejním trhům firmy patřily mobilní telefony, displeje, lékařské, automobilové, průmyslové, testovací a měřicí aplikace.
23. září 2011 se společnost oficiálně stala součástí firmy Texas Instruments jako divize „Silicon Valley“.